# カリニン・ベイ (護衛空母)
カリニン・ベイ (USS Kalinin Bay, CVE-68) は、アメリカ海軍の護衛空母。カサブランカ級航空母艦の14番艦。艦名はアラスカ州のアレキサンダー諸島クルーゾフ島にあるカリニン湾（北緯57度20分05秒 西経135度46分54秒 / 北緯57.334608068126514度 西経135.78171162109402度）に因む。

## 艦歴
「カリニン・ベイ」は当初AVG-68（航空機搭載護衛艦）に分類されたが1942年8月20日にACV-68（補助空母）に艦種変更され、1943年7月15日に再びCVE-68（護衛空母）へと艦種変更された。1943年4月26日に合衆国海事委員会の契約下ワシントン州バンクーバーのカイザー造船所で起工、1943年10月15日にアンナ・メアリー・アプデグラフ夫人によって進水する。1943年11月27日にオレゴン州アストリアで海軍に引き渡され、同日C. R. ブラウン艦長の指揮下で就役した。

### マーシャル・マリアナ
「カリニン・ベイ」は太平洋沿岸部で訓練を行った後、1944年1月3日に航空機と貨物の補給任務のためサンディエゴを出港。真珠湾を経由してギルバート諸島に向かって1月24日にタラワに到着し、マーシャル諸島攻撃を控えた第5艦隊（レイモンド・スプルーアンス大将）に対する支援を行った。続く2週間の間、「カリニン・ベイ」はタラワとマジュロ間を往復して引き続き後方支援に徹した後、2月24日にアラメダに到着した。
「カリニン・ベイ」は4月9日に第3混合飛行隊 (VC-3) を搭載し、4月23日にマジュロに到着。ミリ環礁に対する航空作戦を行った後、5月1日に真珠湾に帰投して、マリアナ諸島への進撃の準備を行った。5月30日、真珠湾を出撃し、6月9日にエニウェトク環礁に立ち寄った後サイパン島を目指した。途中、日本側からのもの思われる雷撃を受けたが、回避した。6月15日、サイパン島東方海上に到達して航空攻撃を開始した。6月17日に日本機の空襲を撃退した後、航空機の補給のためエニウェトク環礁に下がり、航空機の補充を終えると6月24日にはサイパン島沖に戻ってきた。7月9日まで周辺島嶼に対する攻撃を行った後、エニウェトク環礁で一息ついた後、7月20日からはグアムに対する攻撃を開始した。8月2日まで攻撃を行った後、再びエニウェトク環礁に戻ってパラオ攻撃の準備を行った。

### パラオ・フィリピン
8月18日、「カリニン・ベイ」はエニウェトク環礁を出港し、ツラギ島に向かった。9月14日に第3艦隊（ウィリアム・ハルゼー大将）がパラオに対する攻撃を開始すると、「カリニン・ベイ」の航空機はこれに呼応してペリリューの戦いおよびアンガウルの戦いに加わった。2週間もの間、「カリニン・ベイ」の航空機はおよそ400回出撃して、上陸部隊の支援や日本軍の陸上施設への攻撃を繰り返した。9月25日には、「カリニン・ベイ」の航空隊は他の助けを借りずに3隻の貨物船と6隻の上陸用舟艇を破壊した。9月30日、「カリニン・ベイ」はパラオ水域を離れて10月3日にマヌス島ゼーアドラー湾に帰投した。
新しい艦長T. B. ウィリアムソン大佐を迎えた「カリニン・ベイ」は、10月12日にマヌス島を出撃してフィリピン海域に向かった。来るレイテ島の戦いに備えて空中哨戒と上陸部隊支援の任務を与えられ、10月17日にはレイテ島沖に到着して、レイテ湾口に位置するディナガット島とホモンホン島にいるレンジャー部隊への航空支援を行った。レイテ島への上陸作戦が開始されると、タクロバンへの空襲を行った。「カリニン・ベイ」が属したクリフトン・スプレイグ少将率いる第77.4.3任務群（通称「タフィ3」）は、10月18日から24日までの間に244回の攻撃を行い、レイテ島、サマール島、セブ、ネグロス島およびパナイ島の日本軍施設と航空基地を破壊した後、サマール島東方海上に向けて航行した。

### サマール沖海戦
10月25日朝、第77.4.3任務隊の航空機は対潜哨戒のため一斉に飛び去った。その時、任務群旗艦「ファンショー・ベイ (USS Fanshaw Bay, CVE-70) 」の見張りが北西の方角に対空砲火を発見。これと同時に、「ファンショー・ベイ」のレーダーも北西方向に複数の目標を探知していた。レイテ湾の輸送船団を目指していた栗田健男中将率いる強力な日本艦隊が、サンベルナルジノ海峡を抜けて第77.4.3任務隊の目の前に出現しつつあったのである。「ファンショー・ベイ」のスプレイグ少将は、ただちに栗田艦隊とは逆の方向に全速力で逃げるよう命令を出し、同時に第7艦隊（トーマス・C・キンケイド中将）に救援を求める緊急電報を発信して、任務群の全艦艇は煙幕を張りながらスコールに向かっていった。栗田艦隊はよいレーダーを持たぬとはいえ、次第に護衛空母や駆逐艦、護衛駆逐艦に命中弾および至近弾を与えつつあった。
「カリニン・ベイ」は栗田艦隊の3隻の巡洋艦に撃たれつつも、果敢に航空機を発進させて栗田艦隊と対決させた。パイロットにはあらかじめ、「日本艦隊を攻撃したら、味方が奪取したタクロバンの飛行場に向かえ」と指示してあった。砲撃はますます盛んとなり、これに対して「カリニン・ベイ」の航空機も爆弾、ロケット弾および機銃掃射などあらゆる手立てを尽くして栗田艦隊に噛みつき続けた。しかし、スコールと煙幕、駆逐艦と護衛駆逐艦による決死的反撃で砲撃から逃れていた「カリニン・ベイ」も、7時50分から続けさまに命中弾を受けた。その中には14インチ砲か16インチ砲のものと思われる大口径弾によるものがあり、これはエレベーター後方の格納庫区域に命中した。8時ごろには、後方から接近してきた巡洋艦に対し、たった1基の5インチ砲で反撃を行ったが、これは敵の砲撃を煽るだけだった。やがて3発の8インチ砲弾が薄い装甲を破って命中した。これに対して「カリニン・ベイ」の5インチ砲も16,000ヤードの距離で射撃を行い、妙高型重巡洋艦と思しき巡洋艦の二番砲塔に命中弾を得たと判断された。撃たれた巡洋艦は一時的に戦列から下がって行った。
8時30分頃には、「カリニン・ベイ」の右舷後方から接近してきた第十戦隊（木村進少将）の5隻の駆逐艦と砲戦を交えた。駆逐艦からの射撃は手前に落ちるか頭上を飛び越えて命中しなかったが、間もなく巡洋艦からの8インチ砲弾が10発ほど命中し、そのうちの一発は操舵室を経て機械室で爆発し、レーダーと無電装置を破壊して使用不能とさせた。スプレイグ少将は、栗田艦隊と最初に接触した時点で「あと5分も敵の大口径砲の射撃を受け続ければ、わが艦隊は全滅していただろう」と言ったが、任務群はスコールの助けと駆逐艦、護衛駆逐艦の必死の反撃により、接触から2時間近く経っても辛うじて健在だった。9時11分、スプレイグ少将の理解しがたい事が起こった。栗田艦隊は、別の機動部隊を求めに行くとの名目で戦場を去っていき、二度と第77.4.3任務隊の目の前には姿を見せなかった。スプレイグ少将は後に、「戦闘で疲れ切った私の頭脳は、この事実をすぐには理解できなかった」と回想している。9時20分頃、栗田艦隊の駆逐艦から最後の攻撃が行われた。駆逐艦は酸素魚雷をカリニン・ベイらの方に向けて発射。この時、上空を飛んでいた護衛空母「セント・ロー (USS St. Lo, CVE-63) 」のTBF雷撃機が雷跡を発見して機銃掃射を行った。これと同時に、「カリニン・ベイ」もコースを巧みに変えたり水面に向けて機銃掃射を行って魚雷を爆発させたり回避したりして、雷撃の魔の手から逃れる事ができた。やがて戦闘配置は解かれ、「ガンビア・ベイ USS Gambier Bay, CVE-73」を失った第77.4.3任務隊の空母は再び輪形陣を構成したが、旗艦の「ファンショー・ベイ」は損傷により輪形陣からは遅れがちだった。

### 敷島隊の突入
しかし、第77.4.3任務隊が安心していたのは、つかの間だった。7時25分にマバラカット基地を出撃した神風特別攻撃隊敷島隊（関行男大尉）が、10時49分に雲上から第77.4.3任務隊に向けて突入してきた。敷島隊はレーダーに探知されないよう低空で接近した後、第77.4.3任務隊を指呼の間に望んだ所で急上昇して雲間に隠れて攻撃機会をうかがっていた。レーダーが使用不能となっていた「カリニン・ベイ」は見張り員だけが情報探知の唯一の手段であった。やがて見張り員が、3機の零戦の突入を発見。1機は右舷後方から前部エレベーター付近に命中し、もう1機は後部エレベーター付近に命中した。あとの1機は艦首をかすめ去った後、対空砲火で撃墜された。この攻撃では、「セント・ロー」が沈没してカリニン・ベイの他には護衛空母「キトカン・ベイ (USS Kitkun Bay, CVE-71) 」と「ホワイト・プレインズ (USS White Plains, CVE-66) 」も損傷した。
敷島隊のどの機がどの空母に突入したのかは定かではない。デニス・ウォーナーは、関機は通説では「セント・ロー」に突入して撃沈したとされている零戦ではなく、「カリニン・ベイ」に突入した零戦が関機としている。一方、金子敏夫は突入時刻やアメリカ側記録、写真、戦史などを参考にして、「キトカン・ベイ」に突入したのが関機であるしている。「カリニン・ベイ」の艦首をかすめ去ってから撃墜された3機目の零戦は、直掩で唯一生還しなかった管川操飛長機である。
レイテ沖海戦を通じて、「カリニン・ベイ」は第77.4.3任務隊の一艦としてダグラス・マッカーサー大将のフィリピン帰還を援護し、「ミッドウェー海戦以来、日本海軍が送り込んできた中で最も強力だった」日本艦隊がレイテ湾に立ち入る事を阻止した。第77.4.3任務隊は2隻の護衛空母と2隻の駆逐艦、1隻の護衛駆逐艦の犠牲を出しながらも、フェリックス・スタンプ少将率いる第77.4.2任務隊（通称「タフィ2」）の助けを借りて3隻の巡洋艦を撃沈し、数隻に損害を与えたと判断された。
海上と空からの激しい攻撃がようやく終わると、「カリニン・ベイ」は「セント・ロー」の生存者を探した後、南東方向に下がっていった。「カリニン・ベイ」は艦の構造に大きな損傷を蒙り、5名の戦死者を含む60名の死傷者を出した。大破しながらもよく食い下がって敵を追い返した「カリニン・ベイ」には殊勲部隊章が授けられた。11月1日にミオス・ウンディ島に寄港して仮修理を行った後、マヌス島に回航された。さらに本格的な修理と改修を受けるため、11月7日に同地を出港してアメリカ本土に向かい、11月27日にサンディエゴに到着した。

### その後
「カリニン・ベイ」の修理は1945年1月18日に終わり、2日後の1月20日にはサンディエゴを出港して、真珠湾およびグアムに対する航空機運搬任務に就いた。以後、最前線に戻ることなく、終戦までの間、太平洋戦域での航空機運搬艦としての役目を果たした。西海岸と真珠湾、エニウェトク環礁およびグアムとの間で行われた6度の運搬任務で、600機以上もの航空機を輸送した。戦争が終わった後、マジック・カーペット作戦に参加して9月2日にサンディエゴを出港し、9月28日にサマール島沖に到着。復員兵1,048名を載せて10月1日に出港し、10月19日にサンフランシスコに到着した。
「カリニン・ベイ」はカリフォルニアと真珠湾の間をもう二回往復した後、極東に向けてサンディエゴを12月8日に出港した。しかし、横須賀に向けて航行中の11月25日に、荒天のため飛行甲板を破損する。12月27日に横須賀に到着すると応急修理を受けた。1946年1月3日、帰国の途に就き1月17日にサンディエゴに到着する。その後、2月13日に東海岸に向けて出航し、3月9日にボストンに到着する。5月15日に退役し、12月8日にメリーランド州ボルティモアのパタプスコ・スチール社にスクラップとして売却された。
「カリニン・ベイ」は第二次世界大戦の戦功での5つの従軍星章と1個の殊勲部隊章を受章した。